# Рени
Рени (укр. Рені, рус. Рени, рум. Reni) град је Украјини у Одеској области. Према процени из 2012. у граду је живело 19.553 становника.

## Становништво
Према процени, у граду је 2012. живело 19.553 становника.
| 1979.  | 1989.  | 2001.  | 2012.  |
| ------ | ------ | ------ | ------ |
| 21.532 | 23.794 | 20.481 | 19.553 |